# والتر باهر
والتر باهر (بالإنجليزية: Walter Bahr)‏ هو مدرب كرة قدم ولاعب كرة قدم أمريكي، ولد في 1 أبريل 1927 في فيلادلفيا في الولايات المتحدة، وتوفي في 18 يونيو 2018 في بوالسبورغ في الولايات المتحدة. شارك مع منتخب الولايات المتحدة لكرة القدم. أما مع النوادي، فقد لعب مع United German Hungarians of Philadelphia and Vicinity ‏.

## وصلات خارجية
- والتر باهر على موقع الاتحاد الدولي (مؤرشف)  (الإنجليزية)
- والتر باهر على موقع قاعدة بيانات كرة القدم.إي يو (الإنجليزية)
- والتر باهر على موقع ناشيونال فوتبول تيمز (الإنجليزية)
- والتر باهر على موقع Soccerway.com (الإنجليزية)
- والتر باهر على موقع عالم كرة القدم.نت (الإنجليزية)
- والتر باهر على موقع أوليمبيديا (الإنجليزية)